# Дом Московского товарищества для ссуды под заклад движимых имуществ
Дом Московского товарищества для ссуды под заклад движимых имуществ — здание в Москве, внутри Садового и Бульварного колец, по адресу улица Большая Дмитровка, дом 22.

## История
Пятиэтажный дом построен в 1904—1905 годах архитектором А. В. Ивановым по заказу Московского товарищества для ссуды под заклад движимых имуществ (позднее — Акционерное общество «Частный ломбард»). На первом этаже размещались, помимо магазинов, контора, административные и представительские помещения Товарищества для ссуды под заклад движимых имуществ, ломбард. Последний функционировал и после 1917 года.

## Архитектура
Здание выделяется необычностью структуры фасада, оформленного тремя треугольными эркерами и неглубокими арочными нишами с балконами.
Доходный дом Московского товарищества для ссуды под заклад движимых имуществ построен по проекту в то время председателя Московского архитектурного общества архитектора А. В. Иванова в 1904 – 1905 годах. Здание часто относят к образцам московского модерна, хотя формально архитектурный стиль относится к эклектике. На фасаде этого пятиэтажного дома эффектно выделяются три треугольных эркера, перемежающихся неглубокими арочными нишами с балконами, обильно декорированными лепными и металлическими узорами. Последний этаж решен в виде колоннады, в которой колонны разделены окнами. Эркеры и плоскости стен, в основном, облицованы коричневой керамической плиткой, с которой контрастирует светлая оштукатуренная поверхность, что дополнительно визуально усложняет пространственное устройство здания.
Построенное здание имело большое количество технических новинок: в частности, подъезды были оборудованы лифтами, в доме имелось водяное отопление, были устроены туалеты и ванные комнаты. Для магазинов, расположенных в первом этаже, были организованы складские помещения в подвале. 

## Интересные факты
В доме жила оперная певица Н. С. Ермоленко-Южина.